# 代瑙
代瑙是德国莱茵兰-普法尔茨州的一个市镇。总面积5.72平方公里，总人口1808人，其中男性908人，女性900人（2011年12月31日），人口密度316人/平方公里。